# Polycarpaea pulvinata
Polycarpaea pulvinata är en nejlikväxtart som beskrevs av Michael George Gilbert. Polycarpaea pulvinata ingår i släktet Polycarpaea och familjen nejlikväxter. Inga underarter finns listade i Catalogue of Life.